# كأس سلوفينيا 2005–06
كأس سلوفينيا 2005–06 هو موسم من كأس سلوفينيا. فاز فيه نادي كوبر.